# Сигнечув
Сигнечув (пол. Sygneczów) — село в Польщі, у гміні Величка Велицького повіту Малопольського воєводства.
Населення — 700 осіб (2011).

## Демографія
Демографічна структура станом на 31 березня 2011 року:
|          | Загалом | Допрацездатний вік | Працездатний вік | Постпрацездатний вік |
| -------- | ------- | ------------------ | ---------------- | -------------------- |
| Чоловіки | 335     | 80                 | 224              | 31                   |
| Жінки    | 365     | 70                 | 233              | 62                   |
| Разом    | 700     | 150                | 457              | 93                   |